# 5平方Squarefoot
5平方Squarefoot，成立於2007年，是香港地產資訊平台，提供新房、二手房、租房、服務式住宅、屋苑成交及新聞等資訊。2021年12月17日，5平方Squarefoot被地產資訊平台28Hse收購，后者全面接手網站運作。

## 獎項
2022年：於Now財經台主辦之「企業品牌成就大獎2022」中，榮獲優越網上樓盤平台品牌大獎。